# Frais de scolarité dans les établissements publics d'enseignement supérieur français
En France, des frais de scolarité sont exigés les étudiants inscrits dans les établissements publics d'enseignement supérieur relevant du ministère chargé de l'enseignement supérieur. Les frais de scolarité, indexés sur l'inflation, sont composés de droits d'inscription et d'une taxe obligatoire, la Contribution à la vie étudiante et de campus (CVEC). 

## Principe
En France, le montant des droits d'inscription est modeste, en particulier si on le compare aux standards américains. Il est identique sur tout le territoire national, et ne varie que selon la situation individuelle de chaque étudiant, selon le niveau de formation (1er, 2e ou 3e cycle), selon le type de formation (ingénierie, santé, etc.), selon le mode de formation (en alternance ou non), selon le nombre de formations suivies en même temps, selon la nationalité (européenne ou non) et également selon la situation personnelle (boursier ou non).
La collecte des droits d'inscription couvre 2,5 % de ce que coutent les universités. Dans les établissements publics, le coût de la scolarité est subventionné par l’État, qui dote les établissements d'enseignement supérieur en masse salariale, en dotations de fonctionnement et d’investissement.

## Composition
Les frais de scolarité se décomposent en deux : des droits d'inscription, et une contribution aux frais liés à la vie étudiante et de campus. Des frais différenciés pour les étudiants étrangers s'appliquent le cas échéant. 

### Droits d'inscription
Les frais de scolarité comprennent d'abord des droits d'inscription. Ceux-ci sont fixés par un arrêté conjoint du Ministère de l'enseignement supérieur et de la recherche et du Ministère chargé du budget. Ils sont indexés sur l'inflation et fixés annuellement par arrêté. Ils sont obligatoires et non remboursables en cas d’arrêt de la scolarité. Les étudiants boursiers en sont exonérés (dans ce cas, les droits sont pris en charge par la dotation globale de fonctionnement versée par l’État).
| Études | Taux             | Taux réduit      |
| --- | ---------------- | ---------------- |
| Études conduisant au grade de licence - licence ; licence professionnelle ; capacité en droit ; diplôme d'accès aux études universitaires (DAEU) ; diplôme d'études universitaires scientifiques et techniques (DEUST) ; diplôme universitaire de technologie (DUT) ; diplôme national de technologie spécialisé (DNTS) ; diplôme national de guide-interprète national; diplôme de formation générale en sciences médicales (DFGSM); diplôme de formation générale en sciences pharmaceutiques (DFGSP); diplôme de formation générale en sciences odontologiques (DFGSO); diplôme de formation générale en sciences maïeutiques (DFGSMa) | 175 €            | 116 €            |
| Études conduisant au grade de master - master ; diplôme de recherche technologique ; diplôme national d’œnologie; diplôme de formation approfondie en sciences médicales (DFASM); diplôme de formation approfondie en sciences pharmaceutiques (DFASP); diplôme de formation approfondie en sciences odontologiques (DFASO); diplôme d'État de sage-femme; diplôme d'État d'infirmier en pratique avancée | 250 €            | 164 €            |
| Préparation au Diplôme d'État de paysagiste | 618 €            | 413 €            |
| Préparation au Diplôme d’ingénieur | de 618 à 2 572 € | de 413 à 1 715 € |
| Études conduisant au grade de docteur ; ou à l'habilitation à diriger des recherches | 391 €            | 260 €            |
| Préparation aux diplômes sanctionnant les formations dispensées au cours du troisième cycle des études médicales, odontologiques et pharmaceutiques | de 243 à 502 €   | de 159 à 335 €   |
| Préparation aux diplômes de santé délivré en formation continue | 502 €            | 335 €            |
| Candidats mentionnés au 2° de l'article R. 632-10 du Code de l'éducation | 243 €            | 159 €            |
| Préparation à d'autres diplômes paramédicaux | de 330 à 1 316 € | de 220 à 877 €   |
| Préparation du Diplôme d'État de docteur vétérinaire | 159 €            | 106 €            |

Les étudiants qui préparent deux diplômes dans un même établissement se voient offrir un taux réduit.
Dans les formations en alternance (contrats de professionnalisation, contrats d'apprentissage), aucun droit d'inscription n'est exigé.
| Année | Droits de scolarité Licence | Variation | Part BU | Part FAVE et FSDIE |
| ----- | --------------------------- | --------- | ------- | ------------------ |
| 1989  | 475 F (72,41 €)             |           | 75 F    | /                  |
| 1990  | 500 F (76,22 €)             | 5,26%     | 80 F    | /                  |
| 1991  | 600 F (91,47 €)             | 20,00%    | 100 F   | 40 F               |
| 1992  | 625 F (95,28 €)             | 4,17%     | 105 F   | 40 F               |
| 1993  | 643 F (98,02 €)             | 2,88%     | 108 F   | 41 F               |
| 1994  | 675 F (102,90 €)            | 4,98%     | 113 F   | 43 F               |
| 1995  | 709 F (108,00 €)            | 5,04%     | 119 F   | 45 F               |
| 1996  | 744 F (113,40 €)            | 4,94%     | 125 F   | 47 F               |
| 1997  | 774 F (117,99 €)            | 4,03%     | 130 F   | 49 F               |
| 1998  | 800 F (121,96 €)            | 3,36%     | 134 F   | 51 F               |
| 1999  | 824 F (125,62 €)            | 3,00%     | 138 F   | 53 F               |
| 2000  | 849 F (129,43 €)            | 3,03%     | 142 F   | 55 F               |
| 2001  | 874 F (133,24 €)            | 2,94%     | 146 F   | 57 F               |
| 2002  | 137 €                       | 2,82%     | 23 €    | 9 €                |
| 2003  | 141 €                       | 2,92%     | 24 €    | 9 €                |
| 2004  | 150 €                       | 6,38%     | 25 €    | 10 €               |
| 2005  | 156 €                       | 4,00%     | 26 €    | 10 €               |
| 2006  | 162 €                       | 3,84%     | 27 €    | 11 €               |
| 2007  | 165 €                       | 1,85%     | 28 €    | 12 €               |
| 2008  | 169 €                       | 2,42%     | 29 €    | 13 €               |
| 2009  | 171 €                       | 1,181%    | 30 €    | 14 €               |
| 2010  | 174 €                       | 1,75%     | 31 €    | 15 €               |
| 2011  | 177 €                       | 1,72%     | 32 €    | 16 €               |
| 2012  | 181 €                       | 2,26%     | 33 €    | 16 €               |
| 2013  | 183 €                       | 1,10%     | 34 €    | 16 €               |
| 2014  | 184 €                       | 0,54%     | 34 €    | 16 €               |
| 2015  | 184 €                       | /         | 34 €    | 16 €               |
| 2016  | 184 €                       | /         | 34 €    | 16 €               |
| 2017  | 184 €                       | /         | 34 €    | 16 €               |
| 2018  | 170 €                       | 7,60%     | 34 €    | /                  |
| 2024  | 175 €                       | 2,84%     | 34 €    | /                  |

### Contribution à la vie étudiante et de campus
Les frais de scolarité comprennent également depuis 2018 une contribution à la vie étudiante et de campus (CVÉC), collectée par les CROUS. Son montant est affecté aux établissements d’enseignement et aux centres régionaux des œuvres universitaires et scolaires pour favoriser l’accueil et l’accompagnement social, sanitaire, culturel et sportif des étudiants et conforter les actions de prévention et d’éducation à la santé réalisées à leur intention. 
Son montant initial était fixé à 90 € par an, mais il est de 103 € pour l'année 2024-25. Des exonérations s'appliquent aux étudiants boursiers, réfugiés, en BTS, etc. La contribution se substitue au droit de médecine préventive (5 € par étudiant en 2012), à la fraction des droits d’inscription allouée au fonds de solidarité pour le développement des initiatives étudiantes ainsi qu’aux cotisations facultatives instaurées par les établissements afin de bénéficier des activités sportives et culturelles qu’ils proposent.

### Droits d’inscription différenciés pour les étudiants étrangers
Les droits d'inscription sont différenciés, depuis 2019, pour les étudiants extra-européens inscrits pour la première fois dans un cycle supérieur de formation à l’université en France. Ils s'acquittent de droits d’inscription différenciés : 2 850 € par année de Licence, 3 879 € par année de Master, 380 € par année de doctorat.
Sont dispensés de la majoration des droits d'inscription les étudiants domiciliés au Québec, les étudiants internationaux titulaires d’une carte de résident de longue durée, les étudiants bénéficiaires du statut de réfugié, les étudiants internationaux inscrits en doctorat, les étudiants internationaux inscrits dans une classe préparatoire aux grandes écoles.

### Sécurité sociale étudiante
Jusqu'en 2019, des frais d'assurance-maladie sont acquittés par les étudiants. La cotisation est forfaitaire et versée au système d'assurance maladie. Le montant en est fixé chaque année par arrêté, en vertu de l'article L. 381-8 du Code de la sécurité sociale. D'un montant très symbolique dans les premières années, il augmente au fil des années. Pour l'année universitaire 1978-1979, il était, par exemple, de 78 francs (soit l'équivalent de 41 € en 2017). En 2018, la cotisation est supprimée.
| Année | 2000-2001      | 2001-2002 | 2002-2003 | 2003-2004 | 2004-2005 | 2005-2006 | 2006-2007 | 2007-2008 | 2008-2009 | 2009-2010 | 2010-2011 |
| ----- | -------------- | --------- | --------- | --------- | --------- | --------- | --------- | --------- | --------- | --------- | --------- |
| Coût  | 1100 F (168 €) | 171 €     | 174 €     | 177 €     | 180 €     | 186 €     | 189 €     | 192 €     | 195 €     | 198 €     | 200 €     |

| 2011-2012 | 2012-2013 | 2013-2014 | 2014-2015 | 2015-2016 | 2016-2017 | 2017-2018 | 2018-2019 |
| --------- | --------- | --------- | --------- | --------- | --------- | --------- | --------- |
| 203 €     | 207 €     | 211 €     | 213 €     | 215 €     | 215 €     | 217 €     | 0 €       |

### Droits complémentaires
Certains établissements d'enseignement supérieur français exigent en sus des frais complémentaires. Strictement encadrés, ceux-ci correspondent à des prestations « facultatives et clairement identifiées », ainsi que le rappelle le Conseil d’État. La pratique est régulièrement dénoncée par les syndicats étudiants. 

## Débats sur ces frais
Le syndicat UNEF fait chaque année le recensement des universités pratiquant des frais illégaux, et demande leur suppression. Elle exige le gel des frais « légaux » (voir plus loin), pour que ceux-ci disparaissent de manière progressive avec l'inflation.
Le syndicat SUD Étudiant demande la suppression des frais d'inscription considérés comme un outil de « sélection sociale » qu'il juge inacceptable.
Les économistes David Flacher, Hugo Harari-Kermadec, Sabina Issehnane et Léonard Moulin (auteur d'une thèse de doctorat sur les frais d'inscription dans l'enseignement supérieur) considèrent que la hausse des frais d'inscription des étudiants sont « inefficace pour financer les établissements et socialement dangereuse ».
Le collectif Les économistes atterrés estime qu'une « augmentation des frais d’inscription empêcherait les étudiants issus des milieux les moins favorisés d’accéder aux études supérieures en créant une barrière supplémentaire à l’entrée. Or, ceux-ci sont déjà sous-représentés aujourd’hui dans l’enseignement supérieur » et que cela conduirait au développement massif de prêts étudiants et le taux de défaut des prêts aurait pour conséquence un mécanisme de vente en cascade provoquant l'éclatement de la bulle spéculative et donc une nouvelle crise financière de grande ampleur.
Christian de Boissieu, président-délégué du Conseil d'analyse économique, déclare le 26 juin 2008, devant le Comité de réflexion sur le Préambule de la Constitution (voir ci dessous), « qu'il faudra inévitablement augmenter les frais d’inscription [des universités] pour ceux qui peuvent payer et, parallèlement, le nombre et le niveau des bourses pour les autres », et se demande « comment éviter que des lois permettant une telle hausse ne soient déclarées contraires à la Constitution. »

### Points juridiques

#### Engagement international
L'article 13 du Pacte international relatif aux droits économiques, sociaux et culturels adopté à New York le 16 décembre 1966 par l'Assemblée générale des Nations unies dispose que : « L'enseignement supérieur doit être rendu accessible à tous en pleine égalité, en fonction des capacités de chacun, par tous les moyens appropriés et notamment par l'instauration progressive de la gratuité ».

#### Constitutionnalité et légalité
Se fondant sur le 13e alinéa du préambule de la Constitution du 27 octobre 1946 qui indique que « la Nation garantit l'égal accès de l'enfant et de l'adulte à l'instruction, à la formation professionnelle et à la culture. L'organisation de l'enseignement public gratuit et laïc à tous les degrés est un devoir de l’État », des associations étudiantes ont soumis une question prioritaire de constitutionnalité au Conseil constitutionnel ; en réponse, celui-ci considère le 11 octobre 2019 que « Cette exigence ne fait pas obstacle, pour ce degré d'enseignement, à ce que des droits d'inscription modiques soient perçus en tenant compte, le cas échéant, des capacités financières des étudiants ».
Le 1er juillet 2020, le Conseil d'État juge que les frais d’inscription contestés ne font pas obstacle à l’égal accès à l’instruction, compte tenu notamment des aides et exonérations destinées aux étudiants.